# Les Alluets-le-Roi
Les Alluets-le-Roi je francouzská obec v departmentu Yvelines v regionu Île-de-France. Leží 15 kilometrů východně od Saint-Germain-en-Laye. Jméno obce je odvozeno z francouzského slova  alleux – allodium.

## Geografie
Sousední obce: Ecquevilly, Morainvilliers, Orgeval, Crespières, Herbeville a Bazemont.

## Památky
- kostel sv. Mikuláše z 12. století

## Vývoj počtu obyvatel
Počet obyvatel

## Doprava
Územím obce prochází silnice 45 a 198.